# I. Eduárd király várai és városfalai Gwynedd grófságban
I. Eduárd király várai és városfalai Gwynedd grófságban néven váltak a világörökség részévé 1986-ban az alábbi walesi műemlékek:
- Beaumarisi vár
- Harlechi vár
- Caernarfoni vár
- Conwyi vár

A Wales északnyugati részén fekvő Gwynedd a római uralom alatt Venedotia provincia volt. A rómaiak elvonulása után a tartomány központja Aberffraw lett, a vidék urai Aberffraw királyainak nevezték magukat. Rhodi Mawr a 9. században megpróbálta egyesíteni Gwynedd, Powys és Dél-Wales egyes részeit. A walesiek megtagadták, hogy adót fizessenek I. Eduárd angol királynak, ezért 1276-ban Eduárd háborút indított a walesi Llywelyn ap Gruffydd herceg ellen. 1277-ben a legyőzött Llywelyn már csak az északkelet-walesi Gwynedd grófságot mondhatta magáénak. Eduárd ezt a részt is meghódította 1283-ban és az esetleges lázadások megelőzésére addig nem látott mértékű várépítésbe fogott: húsz év alatt tíz vár épült. A király főépítésze Walesben James de Saint-George volt.
1301-ben a király fiának, a későbbi II. Eduárdnak adományozta a walesi hercegi címet. Azóta hagyományosan az angol trónörökösöknek ez az egyik címe.